# Empire Awards
Empire Award je filmska nagrada, katere vsakoletno prireditev od leta 1995 organizira najuspešnejša britanska filmska revija Empire. Do leta 2009 je nagrado sponzoriralo podjetje Sony Ericsson, sedaj pa jo sponzorira podjetje Jameson. Nominirance in nagrajence nagrad izberejo bralci revije.

## Kategorije
Nagrado se podeljuje v naslednjih kategorijah:
- Najboljši britanski igralec
- Najboljša britanska igralka
- Najboljši britanski film
- Najboljši prvenec (do leta 2002)
- Najboljši novinec (od leta 2003 dalje)
- Najboljši igralec
- Najboljša igralka
- Najboljši režiser
- Najboljši film
- Empireova nagrada za življenjske dosežke (do leta 2003)
- Empireova nagrada za dosežke v karieri (2004)
- Najboljši britanski režiser (1997 – 2001)
- Empireova nagrada za navdih (1997, 1999, 2001, 2002, 2010)
- Empireova filmska umetnina (1999, 2000)
- Posebna nagrada za prispevek h kinematografom (2000)
- Empireova nagrada za neodvisni duh (od leta 2002 dalje)
- Najboljši prizor Sony Ericssona (od leta 2003 dalje)
- Dokončano v šestdesetih minutah (od leta 2008 dalje)